# Kimberella
Kimberella са род изкопаеми двойносиметрични организми от едиакарската биота. Подобно на мекотелите са се хранили с микроорганизми от повърхността и родството им с типа днес е дискусионен въпрос.
Първите отпечатъчни фосили от теви организми са открити в Едиакарските хълмове в Южна Австралия. По-късни изследвания откриват следи от тях и по крайбрежието на Бяло море в Русия. Откритите фосили са на възраст 558 – 555 млн. години. Подобно на много други видове изкопаеми от този период и класификацията на Kimberia е доста спорен въпрос. Първоначално са смятани за медузи но при открит през 1997 г. фосил е наблюдавана следа от радула. Този орган го причислява към мекотелите, които са единствените животни притежаващи днес подобен орган. Въпреки че този въпрос се оспорва от различни учени, то поне факта, че животните са двойносиметрични не се отрича от никого.
Класификацията на Kimberella е интересна поради възможността да се обясни камбрийския взрив. Въпреки това е ясно, че вторичноустните се отделили от първичноустните дълго преди камбрий.